# João Gilberto
João Gilberto Prado Pereira de Oliveira, hay còn được gọi ngắn gọn là João Gilberto (tiếng Bồ Đào Nha: [ˈʒoɐ̃w ʒiwˈbɛʁtu]; sinh ngày 10 tháng 6 năm 1931 – mất ngày 6 tháng 7 năm 2019) là ca sĩ, nhạc sĩ và nghệ sĩ guitar người Brasil. Ông là một trong những người khai sinh ra thể loại nhạc bossa nova vào cuối thập niên 1950.
Bossa nova được Gilberto giới thiệu qua album đầu tay Zona Sul vào năm 1957. Album tiếp theo Chega de Saudade (1959) đặc biệt thành công, đưa âm nhạc của ông vượt qua ngoài biên giới của Brasil. Ngoài những nghệ sĩ latin đương thời nổi tiếng như Antônio Carlos Jobim hay Vinicius de Moraes, Gilberto còn là một trong những nghệ sĩ đầu tiên cộng tác với các nhạc sĩ quốc tế như Herbie Mann, Charlie Byrd và Stan Getz. Album Latin jazz Getz/Gilberto (1964) hợp tác giữa ông cùng vợ Astrud Gilberto và Stan Getz là một trong những album nhạc jazz hiếm hoi giành giải Grammy cho Album của năm (1965) và cũng là một trong những album nhạc jazz bán chạy nhất mọi thời đại, ngoài ra còn trực tiếp biến ca khúc "The Girl from Ipanema" của Jobim/de Moraes trở thành một trong những ca khúc được yêu thích nhất trên toàn thế giới.
Trong những năm tiếp theo, Gilberto lưu diễn và định cư tại Mỹ và Mexico, tiếp tục sản xuất nhiều album cộng tác thành công. Ông quay trở lại Brasil năm 1980, ra mắt album Brasil (1981) cùng Gilberto Gil và Caetano Veloso, góp phần giới thiệu âm nhạc latin fusion tới với thế giới. Các album tiếp theo như João (1991), Canto do Pajé (1991), João Voz e Violão (2000), và các album trực tiếp của ông cũng có được những đánh giá tích cực.
Trong thập niên 1990, Gilberto vướng vào những tranh chấp tác quyền đối với nhạc phẩm cũng như album. Sau khi các vấn đề pháp lý được giải quyết ổn thỏa, các sản phẩm của ông được chỉnh âm và số hóa CD do Universal Records và EMI phát hành trên toàn thế giới. Tại Giải Grammy lần thứ 42 năm 2000, album João Voz E Violão của ông được trao giải "Album world music của năm". Ngày 17 tháng 5 năm 2017, ông được Đại học Columbia trao bằng Tiến sĩ danh dự về âm nhạc.

## Danh sách đĩa nhạc

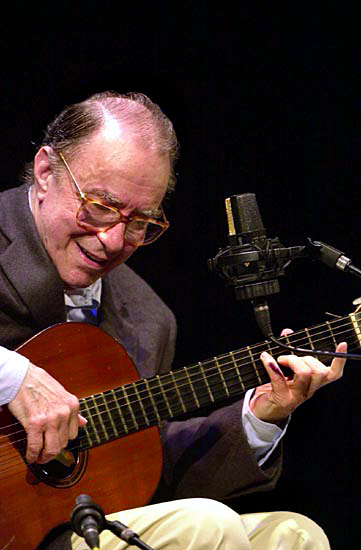
Gilberto trên sân khấu năm 1996

- 1951: Quando Você Recordar/Amar é Bom
- 1951: Anjo Crue/Sem Ela
- 1952: Quando Ela Sai/Meia Luz
- 1958: Chega de Saudade/Bim Bom
- 1958: Desafinado/Hô-bá-lá-lá
- 1959: Chega de Saudade
- 1960: O Amor, o Sorriso e a Flor
- 1961: João Gilberto
- 1962: João Gilberto Cantando as Musicás do Filme Orfeo do Carnaval
- 1962: Boss of Bossa Nova
- 1962: Bossa Nova at Carnegie Hall
- 1963: The Warm World of João Gilberto
- 1964: Getz/Gilberto cùng Stan Getz
- 1965: Herbie Mann & João Gilberto with Antônio Carlos Jobim
- 1966: Getz/Gilberto Vol. 2 cùng Stan Getz
- 1970: João Gilberto en Mexico
- 1973: João Gilberto
- 1976: The Best of Two Worlds cùng Stan Getz
- 1976: Getz/Gilberto '76 (cùng Stan Getz, phát hành năm 2016)
- 1976: Amoroso
- 1977: Gilberto and Jobim
- 1980: João Gilberto Prado Pereira de Oliveira
- 1981: Brasil (cùng Caetano Veloso, Gilberto Gil và Maria Bethânia)
- 1985: Interpreta Tom Jobim
- 1985: Meditação
- 1986: Live in Montreux
- 1987:  Live in Montreux
- 1988: O Mito
- 1990: Stan Getz meets João & Astrud Gilberto
- 1991: João
- 1994: Eu Sei que Vou Te Amar
- 1996: Live at Umbria Jazz
- 2000: João Voz e Violão
- 2004: In Tokyo
- 2007:  For Tokyo  (chỉ phát hành tại Nhật)
- 2015:  Um encontro no Au bon gourmet